# Nagymácséd
Nagymácséd (szlovákul Veľká Mača) község Szlovákiában, a Nagyszombati kerületben, a Galántai járásban. Mátyusföldi magyar község a magyar-szlovák nyelvhatár mentén.

## Fekvése
A Kisalföld északi peremén, Galántától 7 km-re északnyugatra, a Vág és a Dudvág folyók között, 1481 hektáron terül el. Felszíne csaknem teljesen sík, a tengerszint feletti magassága 122–125 m.

## Természeti környezet
A történeti fejlődés során leülepedett kavics, agyag, hordalékkő és öntéses iszapüledék keveréke, valamint a jelenkori lösz jó minőségű és művelhető talajt hozott létre.
Ez a terület az ország legmelegebb és legszárazabb vidékeinek egyike. Az évi középhőmérséklet eléri a 10 °C-t, a csapadékmennyiség évente 550–600 mm. A terület széljárását az északnyugati, nyugati és a délkeleti szelek uralják.
Az alacsony tengerszint feletti magasság, a kedvező meleg és a termékeny talaj alkalmassá teszi a földet a mezőgazdasági művelésre.
A térségen több patak folyt, illetve folyik keresztül. Közülük néhány a közelmúltban kiszáradt (Csipkés), néhány pedig a mai napig létezik (Sárd, Dernye, Pepere).
A falu határában, a Sárd-patak bal partján 25,33 hektáron terül el a nagymácsédi erdő.
A jellemző szil–kőris–gyertyán fatársulás mellett találunk tölgy- és juharfát, az erdő alacsonyabb részén pedig fűz–nyár facsoport vesz körül egy vízzel borított lapos mélyedést, a „Bírótavát”.
Az erdőt fekete bodza, ostorménfa, kányafa, galagonya és egyéb cserjék szegélyezik. Az aljnövényzet egész évben tarka színben pompázik, oly eltérő igényű fajokkal, mint a gyöngyvirág, salamonpecsét, erdei szálkaperje, hamvas szeder, erdei tisztesfű, nagy csalán és a foltos árvacsalán, medvehagyma, farkasalma, pettyegetett tüdőfű. Az erdőben még találunk galagonyát, kökényt és mogyorófát, s még gombákat is. Ezek a következők: óriáspöfeteg, rókagomba, őzlábgomba. A hóvirág, amely törvényileg védett, a nagymácsédi erdő büszkesége.
Az erdő 1981-től védett terület, ugyanis Nyugat-Szlovákia területén itt nő egyedül mogyorós hólyagfa, amely egy bokorfajta, de 7 m magasságú fává is nőhet. A múltban a fás termést gyűjtötték, s ebből rózsafüzért készítettek.
Az erdő több madár- és állatfajnak nyújt védelmet. Az itt fészkelő madarak többsége részlegesen vagy teljesen védett, különösen a kabasólyom. Ezen kívül a nagymácsédi erdő lakója még az erdei pinty, a szajkó, a nagy tarka harkály, a fekete rigó, a szén- és kék cinege; a ragadozómadarak közül a vércse, a fülesbagoly és az egerészölyv; az erdő további lakói a közönséges fácán, az őz, és a nyest.
Nagymácsédon volt gólyafészek.

## Nevének eredete
A községről egy levél még 1326-ban Mached-ként tesz említést. Az első hivatalos írásos emlék 1390-ből származik. Pensaurai Lénárd jegyzékébe Mahidként szerepel. A falu neve azonban egészen 1948-ig folyamatosan változik. 1335-ben Mached Utragul, 1473-ban Nagymached, 1773-tól Weľky Maczid, 1920-tól Hrubý Mačad, 1927-től Velký Mačad, 1948-tól napjainkig Veľká Mača, magyarul pedig Nagymácséd.

## Története
A terület kiváló adottságainak köszönhetően már az őskortól fogva lakott volt. Ezt bizonyítják a falu határában végzett ásatások, amelyekre 1951 és 1954 közt került sor. A nyitrai Régészeti Intézet régészei apró kőszerszámokat találtak a mezolitikumból (magyarul „átmeneti kőkorszak” vagy „középső kőkorszak”), melyeket „őshalászok” vagy vadászok használtak, valamint kb. 20 vaskorszak eleji településre bukkantak, tele cseréptöredékkel, s találtak még egészen ép edényeket is.
Számunkra nagyon jelentős annak a 48 darab, a 10. század elejéről való honfoglalás kori sírnak a feltárása, amely lovas ősmagyaroknak az itteni letelepedéséről tesz tanúbizonyságot (gyermek-, női és férfisírokat egyaránt találtak). A 7 lovas sírban a halottat lovával együtt temették el. A lovasokat nyílvesszőikkel, kétélű kardjukkal, szablyájukkal helyezték örök nyugalomra. A három sírban talált ezüstdénárok bizonyítják a magyar seregek Dél- és Nyugat-Európában való kalandozásait.
Sajnos a régészeti lelőhely nagy része még a feltárás előtt megsemmisült a homokelhordás következtében.
Nagymácséd már az első fennmaradt írásos említés során fejlett település volt. 1326. augusztus 10-én kelt az első fennmaradt írásos emlék, mely a falut említi. Ezt az oklevelet a pozsonyi káptalan adta ki.
A falu már 1417–20 között a semptei várhoz tartozott. A települést valószínűleg a tatárok is feldúlták, sőt a huszita támadások sem kerülték el.
1642-ben fontos változás történt a falu életében. A semptei uradalmat Eszterházy Miklós kapta meg a királytól. Az 1770-es évekből származó adat szerint Nagymácséd az uradalom legjelentősebb községeinek egyike volt.
A 16. század és 17. században a falu életét nagyban befolyásolta az állandó török veszély. 1663-ban a török fennhatóság alá került területeken török közigazgatást vezettek be.
II. Rákóczi Ferenc szabadságharcának katonai műveletei nagyban érintették a környéket. 1704. december 26-án a császári és a kuruc seregek között került sor a nagyszombati ütközetre. Rákóczi csapatában több nagymácsédi lakos is harcolt. Közülük név szerint: Szundi János, Nagy István, Tóth János, Baracskay Lukács – nemesek, Fodor Pál, Gál György, Lancz István, Hrusovszki Mihály – parasztok.[forrás?]
A szabadságharcot lezáró szatmári békekötés után (1711) a falu fejlődésnek indult. A 18. század második felében jellemző volt az egész semptei uradalom gazdálkodására, hogy földjeit és a nemesi haszonvételi jogokat igyekezett bérbe adni. Ezt Nagymácsédon is megfigyelhettük. 1778-ban a község lakói közösen 600 forintot fizettek bérként a semptei uradalomnak az uradalom juhaiért. E jogok közé tartozott a hús- és italmérés, továbbá a gabonaőrlés joga. Iskolájának legkorábbi említése 1776-ból származik.
A község általunk ismert legrégibb hivatalos levelét 1649-ben írták, és Nagyszombat város elöljáróságához címezték. Ezen a levélen található a község legrégibb pecsétje, melynek átmérője 16 mm. A pecsétképben ekevas látható, melyet két oldalról egy-egy csillag vesz körül. A pecsét nem tartalmaz köriratot. A köriratot az NM iniciálé helyettesíti.
A község további pecsétjét 1709-ből ismerjük, melynek átmérője 24 mm. A pecsétképben ismét az eke részei láthatók, a vízszintesen elhelyezett ekevasra függőlegesen van elhelyezve az eke másik része, a csoroszlya. Ennek a pecsétnek már van körirata: Nagy Mácséd 1709. A község feltehetően egészen a 19. század végéig ezt a pecsétet használta. E régi pecsétkép alapján a falu polgármestere pecsétet készíttetett, és ezt a falu címerével és zászlajával együtt a helyi római katolikus templomban a vasárnapi szentmisén felszentelték (1995).
Vályi András szerint "Kis, és Nagy Macsed. Két magyar falu Posony Várm. földes Ura G. Eszterházi, Kis Macsednak G. Eszterházi, Draveczky, és több Urak, lakosai katolikusok, fekszik egyik Geszthez 1, másik Szeredhez 1 órányira, határjai két nyomásbéliek, eggyiknek erdője is van, legelőjök, réttyeik középszerűek."
A lakosság főleg mezőgazdasággal foglalkozott. A 19. század elején már kézművesekkel is találkozhatunk.
Az 1848-49-es szabadságharc csatái közvetlenül nem érintették a falu határát, azonban a község elöljárósága és plébánosa is gyakran zaklatásoknak volt kitéve. A község saját halottjának tekinti a falu lelkipásztorát, Mészáros Dávidot, aki a szabadságharc áldozata lett.
A szabadságharc bukása után megváltozott a falu élete, ugyanis megvalósult a forradalmi 12 pont egyike, amely az úrbéri viszonyok megszüntetését követelte. Ennek értelmében a nagymácsédi jobbágyok, zsellérek számára is megszűnt a jobbágyviszony, felszabadultak a földesúri terhek alól, megszűnt a robot. Kezdetét vette egy új társadalmi rendszer, melynek alapja a magántulajdon volt. Nagymácséd ebben az időben közigazgatásilag Pozsony vármegyén belül a Galántai ún. külső járáshoz tartozott, mint kisközség.
Fényes Elek szerint „Mácséd (Nagy), magyar falu, Poson vgyében, Szered és Diószegh közt, mindegyiktől 1 órányi távolságra a posoni utban. Számlál 1040 kath., 6 zsidó lak., kik a szeredi zsidóknak erősen fuvaroznak, s vagyonosak. Földjük, rétjök sok és kövér; sürű erdejök igen szép. F. u. gr. Eszterházy Károly. Ut. p. Szered."
A 19. század második felében tűzvész és járvány tizedelte a lakosságot. A falu történetének legnagyobb tűzvésze 1859-ben volt, amikor 52 lakóház és számos melléképület vált a tűz martalékává. Ekkor két gyermek is életét vesztette. 1892-ben 35 lakóház és sok melléképület pusztult el a tűzvész következtében.
| Év   | Áldozatok száma |
| ---- | --------------- |
| 1831 | 76              |
| 1849 | 31              |
| 1866 | 177             |

A 20. század szörnyűségei is nagyban érintették a falu népét. Az első világháborúban elesett 68 halott nevét a Hősök sírja fölé emelt emléktáblán örökítették meg a helyi temetőben. 1918. decemberében egy cseh járőrt visszavertek, ekkor egy katona és egy polgári lakos megsérült. Nagymácséd továbbra is a Pozsonyi kerülethez és annak Galántai járásához tartozott, és a szomszédos Barakony és Gány községgel egy közjegyzőséget alkotott, élén a közjegyzővel.
Nagymácsédot 1938. november 2-án a bécsi döntés alapján Magyarországhoz csatolták, ekkor Nyitra és Pozsony k.e.e. vármegye része.
1946 nyarán beindult az ún. reszlovakizáció. Eduard Beneš 1945/88. elnöki rendelete alapján Csehszlovákiában munkára lehetett kötelezni minden férfit és nőt. Nagymácsédon a deportálás három napig tartott (1947. január 30-31. és február 1.). Ez idő alatt 578 személyt vittek el kényszermunkára. A magyarok kitelepítése Nagymácsédról Magyarországra 1947. április 1-én indult és május 15-én ért véget. Összesen 61 családot telepítettek ki. Helyüket az önként áttelepült magyarországi szlovákok foglalták el.
Az enyhülés 1948 februárja után volt érezhető. Ezeknek a változásoknak megvoltak a maguk negatív jellemzői (pl. szövetkezetesítés). 1959-ben felépült az új iskola, kiépült a falu üzlethálózata, rendezték a község utcáit, átadták az óvoda új épületét, fürdőhelyet létesítettek, az iskolaudvar területén felépült az új tornaterem. 1989-től a falufejlesztés felgyorsult. A községben bevezették a gázt és a vizet. Hónapok leforgása alatt lelátót építettek a sportpályán, rendezték a temetőt, s így napjainkban virágágyások, fák és bokrok díszítik a falu környékét.

## Templom és plébánia
A falu régi templomocskája a 14. században a plébánia önálló része volt, amelyhez Ábrahám és Geszt leányegyházak is hozzátartoztak. A reformáció idején a községet a szeredi plébániához csatolták.
A templom az 1634. évi Draskovics–féle canonica visitatio szerint Szent Tamásnak volt felajánlva, a korábbi vizitátorok feljegyzései szerint Szent Kozma és Damján voltak a védőszentjei.
A római katolikus plébániát Nagymácsédon 1776-ban alapította gróf Eszterházy Ferenc, első lakója pedig Ábrahámffy István plébános. Ideérkezésekor – 1777-ben – a régi templom már nagyon rossz állapotban volt, a sekrestye összedőlt.
Az akkori szokások szerint a templom körül temető is volt, azonban 1777-ben királyi rendelet tiltatta be a településeken belüli temetkezést, így új temetőt is nyitottak. A régi templom és a temető helyét ma a Szentháromság szobor őrzi.
Az új templom 1783-ban épült fel, Ábrahámffy István plébánossága idején. Őt Filó Imre váltotta fel, majd Mészáros Dávid mártírpap. Őket Cselkó József követte, aki a jótékonykodásáról volt híres, amiért a galántai főszolgabíró ünnepélyes keretek között Koronás Arany Érdemkereszt kitüntetésben részesítette. Egy héttel később meghalt, a helyi temetőben nyugszik.
Báthy Lajos plébánossága alatt került sor az 1783-ban épült klasszicista stílusú templom megnagyobbítására. A templomot 1879-ben sikerült két hajóval és szentéllyel bővíteni kereszt alakban. 1919-től Báthy plébános utóda Stibló (magyarosított neve Szentirmay) Lajos lett. Az ő érdeme, hogy a sekrestyébe bevezették a villanyt, s mivel a harangot ellopták, Sopronból új harangot is hozatott.
A templom freskóit 1926-ban egy nyitrai festőművész készítette. Stibló plébános halála után Kurcz Béla lett a falu plébánosa (a templom utca az ő nevét viseli), s 45 évig volt a falu plébánosa. 1991-ben hunyt el, s a helyi temetőben nyugszik.
Kurcz Béla (1945-1989) plébánost Obonya Gyula követte (1989–1992), őt Krusácz József szalézi atya (1992–1996), majd Szilvási Lőrinc (1996–2007), őt követte Dobrý László (2007–2014),  Szalay András (2014–2016), Balla Gáspár (2016-2000), jelenleg Szlovák Marián (2000-) a falu plébánosa.
A községben a legnevezetesebb műemlék a Keresztelő Szent Jánosról nevezett templom, amelyet nem kör alaprajz szerint, hanem egyenes formában építettek.
A templom két fő részből állt: szentélyből és templomhajóból (ráccsal volt elválasztva). Három oltár volt a templomban: a főoltár, a keresztoltár és a Szűz Mária-oltár.
A főoltár fölé egész építményt helyeztek – görög oszlopokat, szentségházat (latinul tabernákulum), s szentségi trónust a tabernákulum tetejére.
A templomban számos szobor található. Ezek a következők: Árpád-házi Szent Erzsébet, Kis Szent Teréz, Szent József, Alacoque Szent Margit (ez a 4 eredetileg a főoltáron állt); a színes üvegablakokon máig a magyar szentek vannak ábrázolva: Szent István, Szent László, Szent Erzsébet és Szent Margit. A templom további szobrai: Szent Imre és Szent József, Kis Szent Teréz, Szent Rita, Prágai kis Jézus, Szent Antal, Jézus Szíve, Fatimai Mária, Szent Anna és Mária, Szent József és a kis Jézus.
A templomban a szobrokon kívül festményeket is találunk. A szentélyben a kafarnaumi százados, a gyógyítás Bethesda-fürdőben, a tékozló fiú és az Atya találkozása; a falfestmények: Mária és Márta története, Szent József halála; a főhajó mennyezetét a szamáriai asszony története és Mária, május királynője falfestmények díszítik; a kupola Keresztelő Szent János vértanúságát örökíti meg.
Az oldalhajó és a főhajó találkozásánál a négy evangélista (Máté, Márk, Lukács, János) található szimbólumaival – Máté szimbóluma az angyal, Márké az oroszlán, Lukácsé a bika, Jánosé pedig a sas.
A templom fontos dísze az orgona is, amely mechanikus, kúpládás, 12 regiszteres hangszer. A templom belseje az 1990-es évek elején újult meg. A templomhoz új sekrestye épült, kicserélték a padokat, padlózatot, bevezették a központi fűtést. Sajnos a felújítás áldozatául esett a szószék. Ebben az időben került a templomba az új miséző-oltár. Szokatlan mérete és formája azzal függ össze, hogy eredetileg Isten szolgája, II. János Pál pápa első szlovákiai látogatása alkalmára, a szabadtéri szentmise céljára készült.
A templom tornyában két harang található. A nagyharangot az első világháború alatt hadi célokra elvitték. 1924-ben sikerült is a hívek nagylelkű áldozatkészségével egy új harangot vásárolni Sopronból. A harang oldalán Jézus megkeresztelése látható. Az alján pedig a következő feliratot találtuk: „Őseimet a háborúba vitték öldökölni, helyette én jöttem a hívőket Istenhez vezetni, és a halottakat utolsó útjukra kísérni.“

## Községet díszítő szobrok

### Szent Flórián szobra
A Fő utca jobb oldalán, az óvoda mellett található. A talapzat elülső felén ez a felirat olvasható: „Szent Flórián könyörögj érettünk, hogy minket az Isten mindezideiglen amint az örökké tartó tűztől megoltalmazzon.”

### Szent Vendel szobra
A mai evangélikus temető területén áll. A pásztorok oltalmazója volt. Feltehető, hogy a tiszteletére emelték a szobrot a legelők közelében. 1820-ban állíttatták.

### Nepomuki Szent János szobra
A templomkert Fő utcára néző részében található. Barokk stílusban, 1732-ben készült. A hidak szentjeként és a gyónási titok vértanújaként tisztelik.

### Szent Donát szobra
A talapzaton a következő kőbe vésett felirat olvasható: „Imádkozzál érettünk Szt. Donát püspök és vértanú, hogy megmenekedjünk az égi háborúktól és villámcsapásoktól.” A szobor 1910-ben lett felújítva.

### A Szentháromság szobra
A falu főterén, a régi templom helyén található. Emeltetésének évét a hátlapjáról ismerjük: „Az örökkévaló Isten, aki három személyben vagyon, dicsőítésére felállíttatta Tóth János Nagy Mácsédi birtokos 1860-ik évben.”
A templom udvarában található a Lourdes-i barlang, valamint a Szent Család szobra. Az utóbbit Miklós Antal építette 1867-ben. A talapzat elején ez olvasható: „Keresztények minden veszélyben minden Kísértetben de főképp halálotok óráján segítségül hívjátok ezen legszentebb és édes neveket JÉZUS. MÁRIA. JÓZSEF.”

## A község neves személyiségei

### Mészáros Dávid(1799–1849)
Vághosszúfalun született, 1828-ban lett nagymácsédi plébános. Sopornyán is tevékenykedett. A szabadságharc idején, amikor a peredi csata után az osztrákok elfoglalták Sopornyát, Mészáros Dávid a szószékről bátran bírálta a fiatal császárt, sőt felhívta híveit, hogy tanúsítsanak ellenállást az ellenséggel szemben. A plébánost felségsértés vádjával elfogták, s Pozsonyba hurcolták. A falun keresztül vitték megkötözve.
A plébánost végül halálra ítélték, 1849 júliusában vagy novemberében főbe lőtték. Emlékét kegyelettel őrzi a falu népe, és a 2002-ben róla elnevezett kilenc osztályos magyar alapiskola is.

### Kurcz Béla(1915–1991)
Szőgyénben született, 1945 októberében költözött Nagymácsédra. A deportálás éveiben próbált lelki erőt önteni a jogfosztott magyarságba, de mindenekelőtt az 578 kitoloncolt mácsédiba. 1991-ben hunyt el, s csaknem az egész falu elkísérte utolsó útjára. Emlékét a róla elnevezett utca őrzi.

### Ágh József(1892–1971)
1926-tól igazgató Nagymácsédon. A kitelepítés éveiben minden „csoportot” külön az ő számukra írt verses dallal búcsúztatott a helyi templomban. Gazdag kulturális tevékenységet fejtett ki a községben. A helyi temetőben helyezték örök nyugalomra.

### Dolán György(1952– )
A község szülötte, Magyarbélen élő festőművész. 1996-ban, mint a falu szülöttjét és jó hírnevének terjesztőjét díszpolgárrá avatták. A község megbízásából 1997-ben megfestette Mészáros Dávid plébános mártírhalálát.
- Itt született 1856-ban Poór János Árpád cipészmunkás, a szociáldemokrata mozgalom radikális szárnyának egyik vezetője.[6]
- Itt született 1925-ben Kubovics Imre geológus, egyetemi tanár.
- A község szülötte Mgr. art. Kristína Mésároš (1981), ArtD - aki az ausztriai Scharndorfban és és alkot.
- Itt tanított Szanyi Mária néprajzkutató, pedagógus.
- Itt gyilkolták meg 2018-ban Ján Kuciak szlovák oknyomozó újságírót.

## A község múzeuma
1997-ben nyitották meg. A község történelmét mutatja be a legrégibb kortól egészen a középkorig; a kitelepítés emlékeit is őrzi. A padlástér őseink gazdasági eszközeit mutatja be, valamint a falu természetismeretéből ad ízelítőt.

## Népessége
| Év:            | 1994. | 2004.   | 2014.   | 2024.   |
| -------------- | ----- | ------- | ------- | ------- |
| Emberek száma: | 2559  | 2614    | 2571    | 2560    |
| Eltérés:       |       | +2,14 % | -1,64 % | -0,42 % |

| Év:            | 2023. | 2024.   |
| -------------- | ----- | ------- |
| Emberek száma: | 2564  | 2560    |
| Eltérés:       |       | -0,15 % |

1880-ban 1543 lakosából 1415 magyar és 53 szlovák anyanyelvű volt.
1890-ben 1652 lakosából 1603 magyar és 37 szlovák anyanyelvű volt.
1900-ban 1825 lakosából 1783 magyar és 26 szlovák anyanyelvű volt.
1910-ben 1793 lakosából 1785 magyar és 7 szlovák anyanyelvű volt.
1921-ben 1927 lakosából 1903 magyar és 18 csehszlovák volt.
1930-ban 2108 lakosából 2057 magyar és 40 csehszlovák volt.
1941-ben 2320 lakosából 2316 magyar és 2 szlovák volt.
1991-ben 2539 lakosából 2244 magyar és 288 szlovák volt.
2001-ben 2566 lakosából 2176 magyar és 364 szlovák volt.
2011-ben 2603 lakosából 1982 magyar és 529 szlovák volt.
2021-ben 2614 lakosából 1737 (+68) magyar, 751 (+70) szlovák, (+5) cigány, 10 (+2) egyéb és 116 ismeretlen nemzetiségű volt.

## Nevezetességek

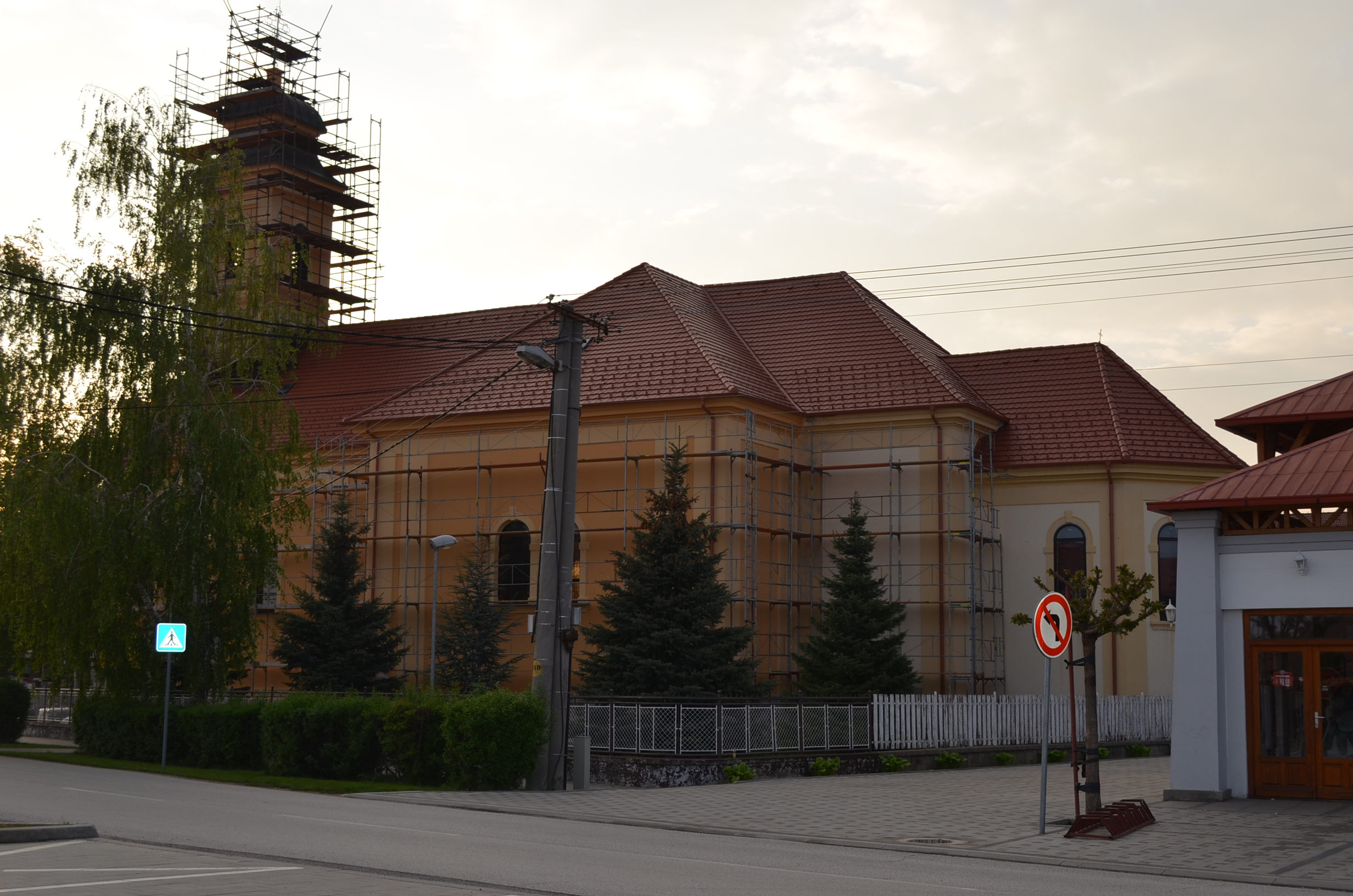
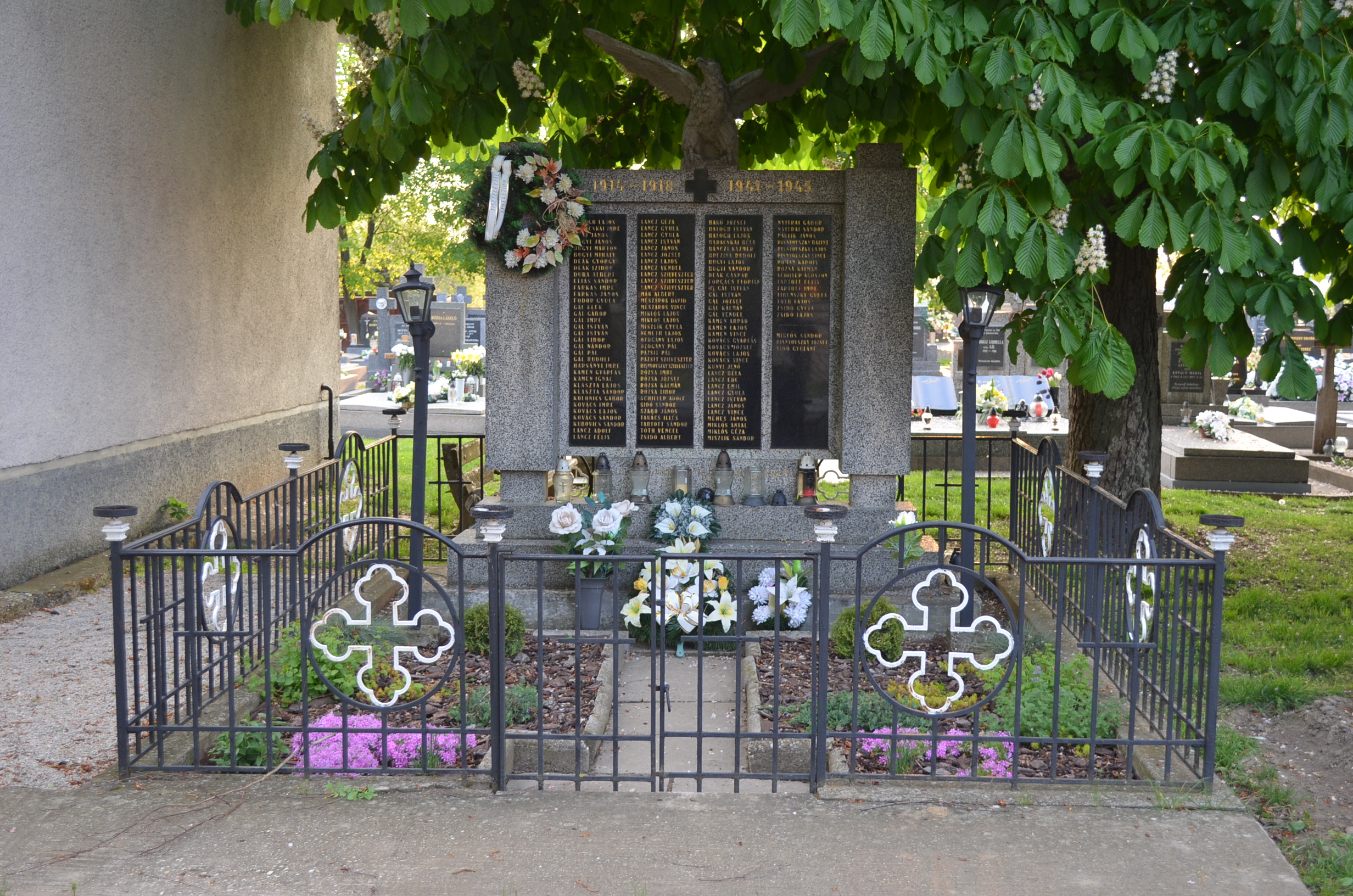
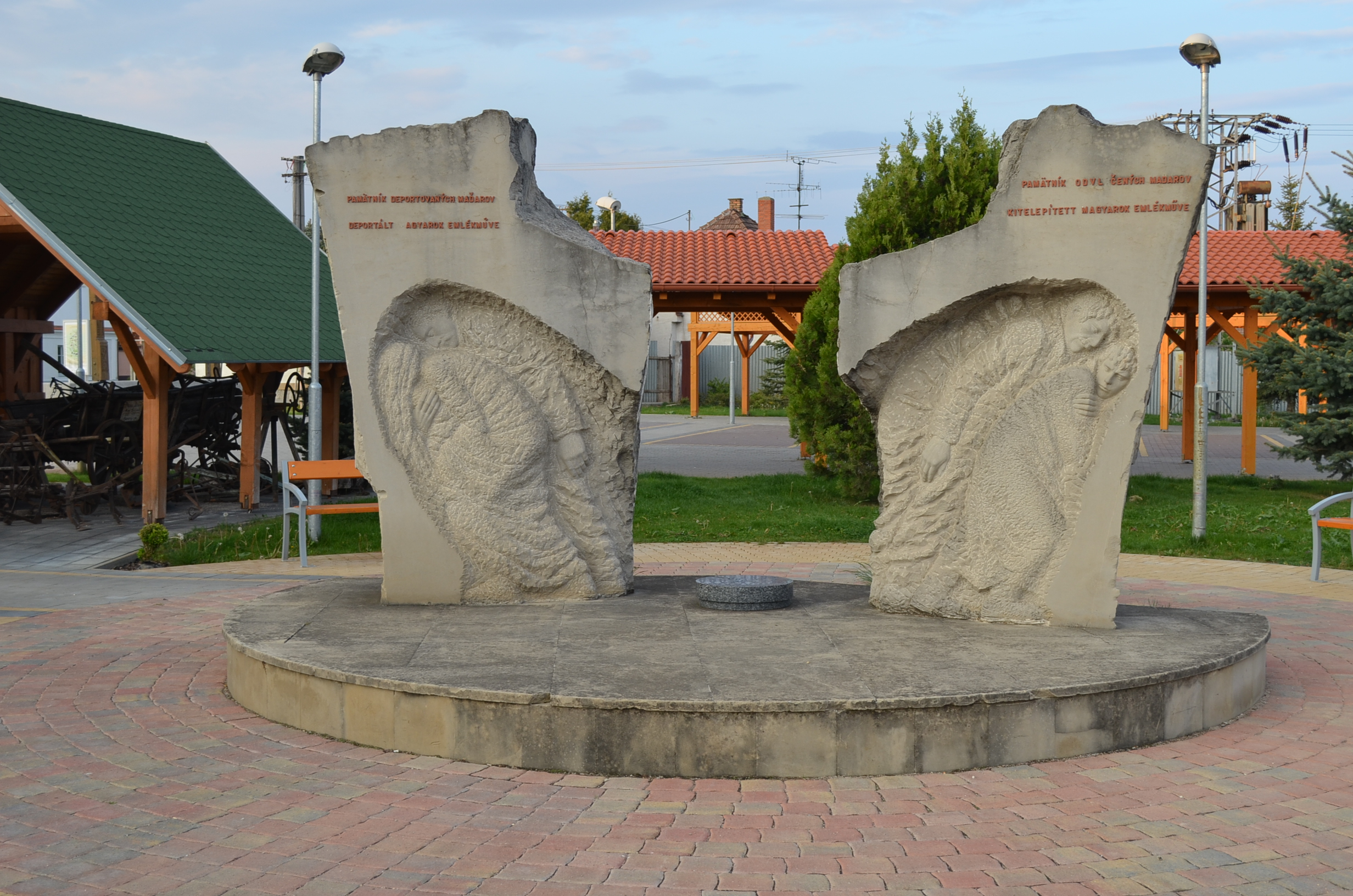
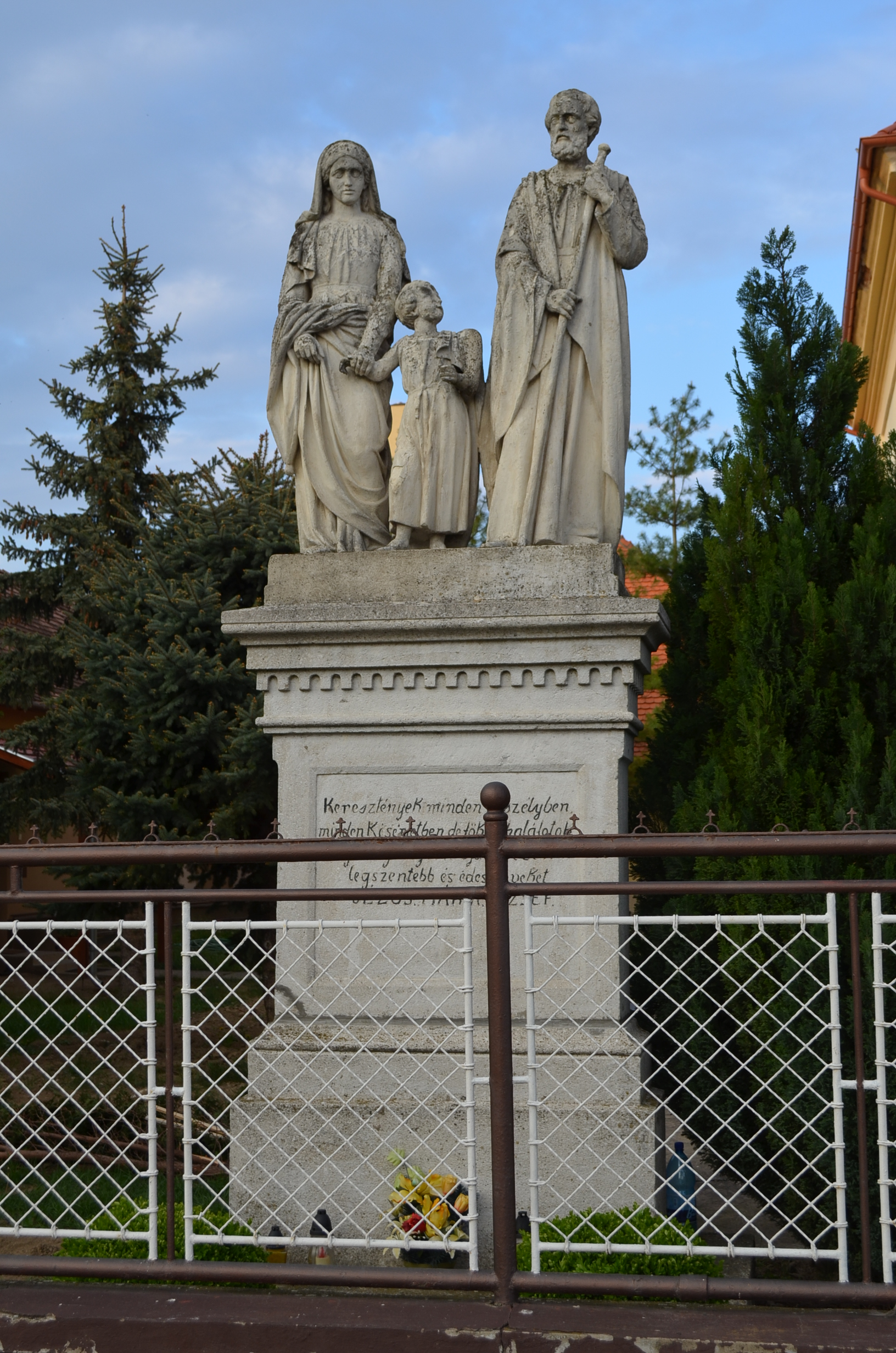
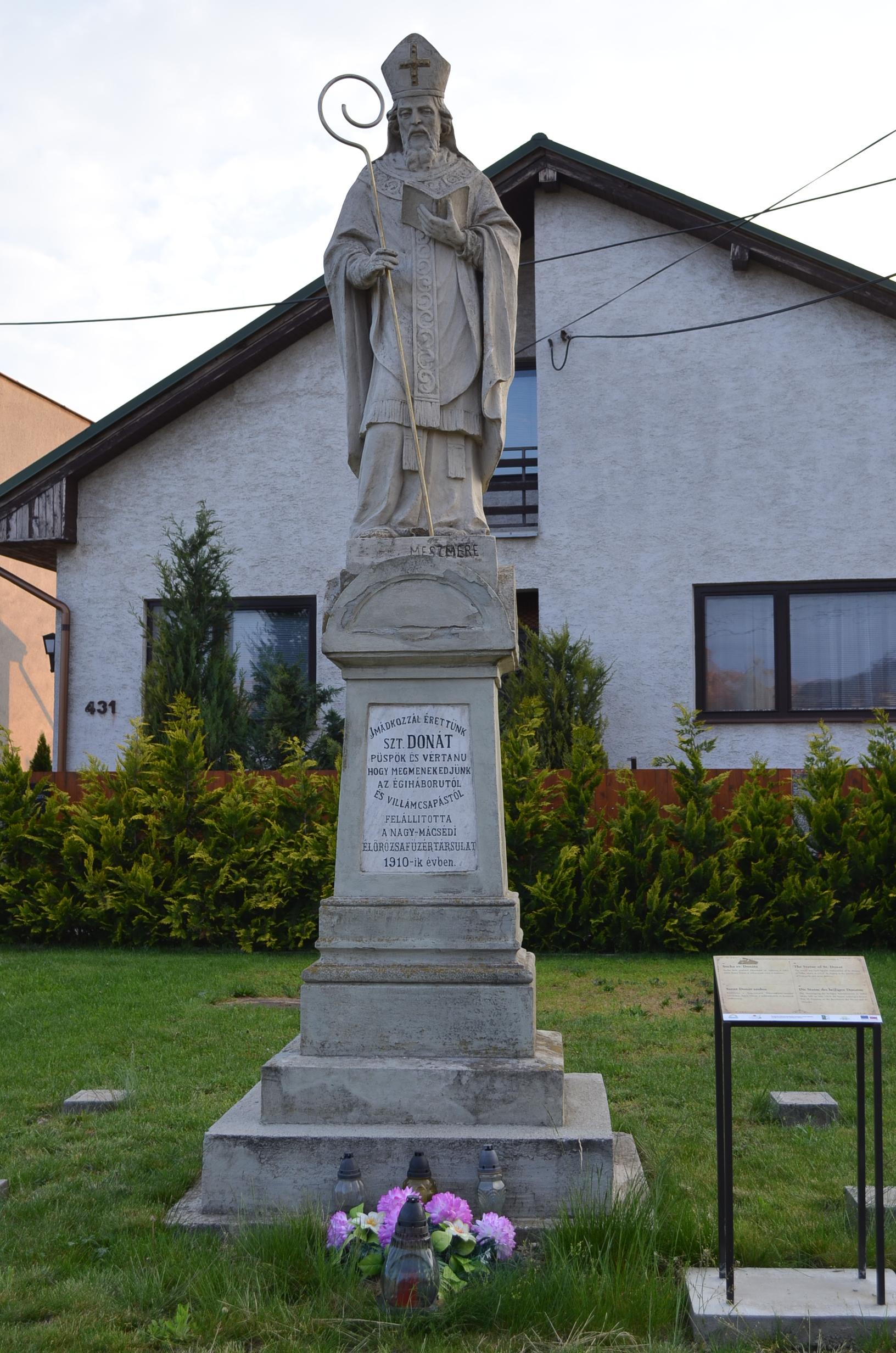
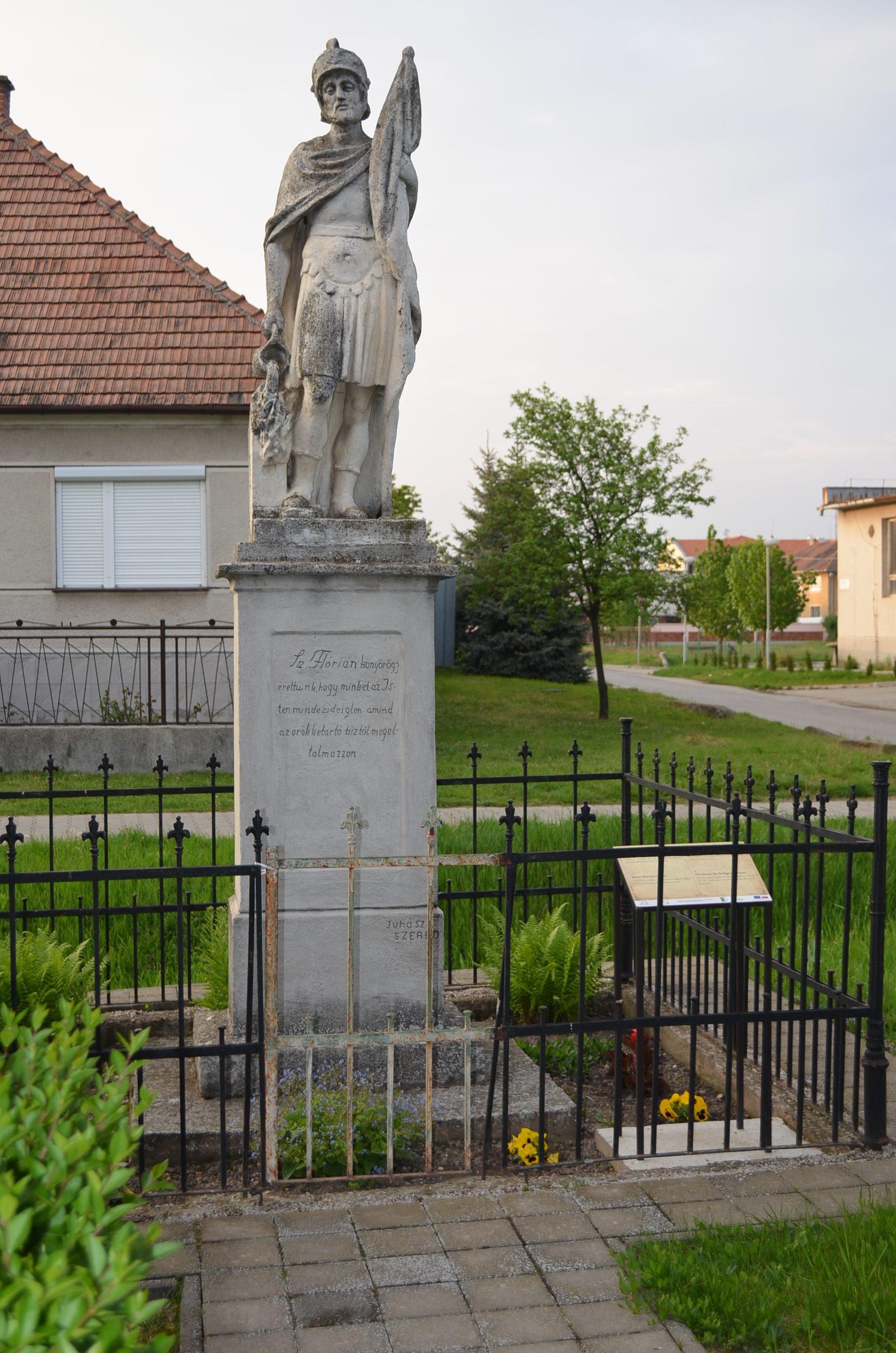
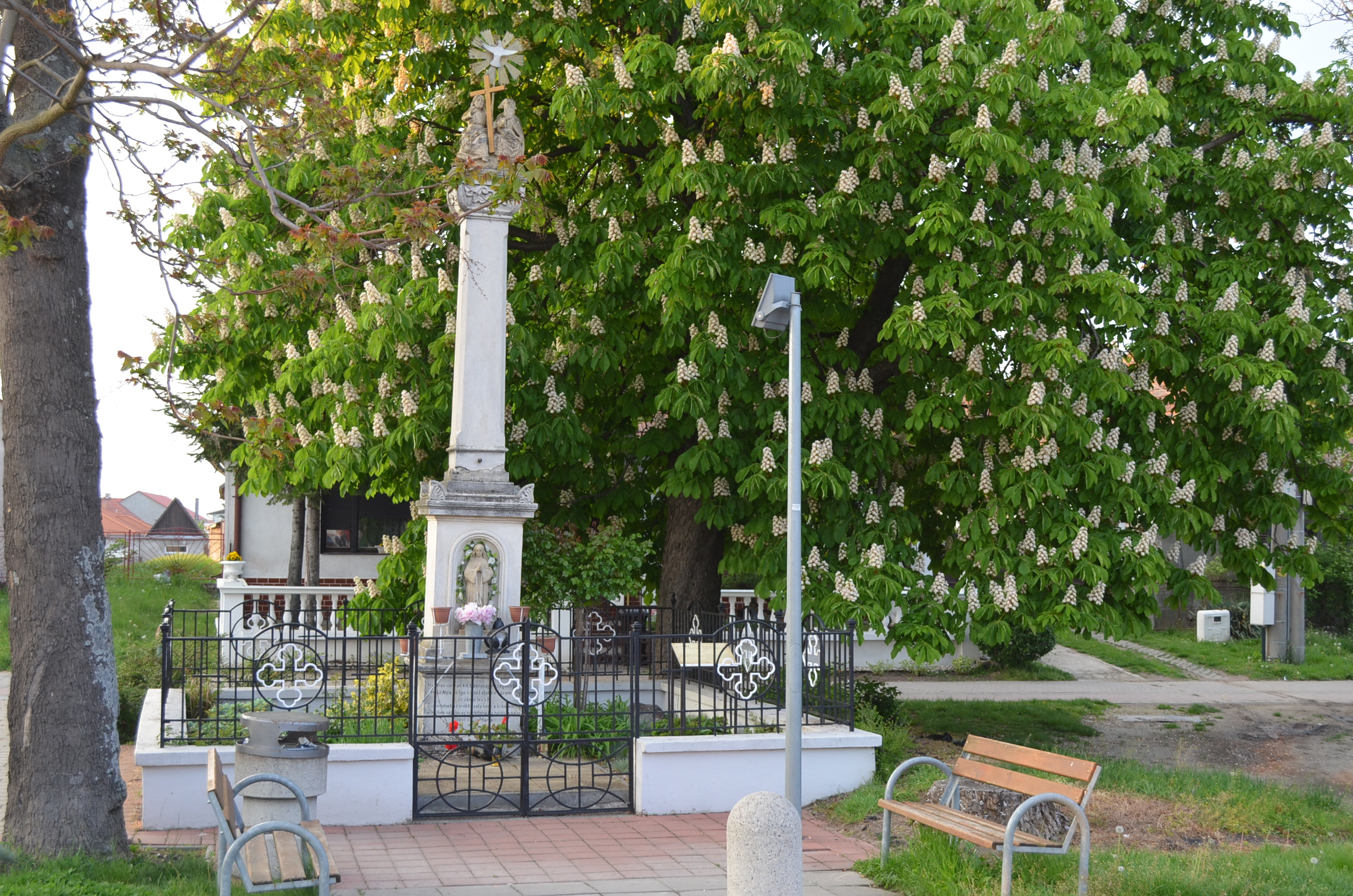
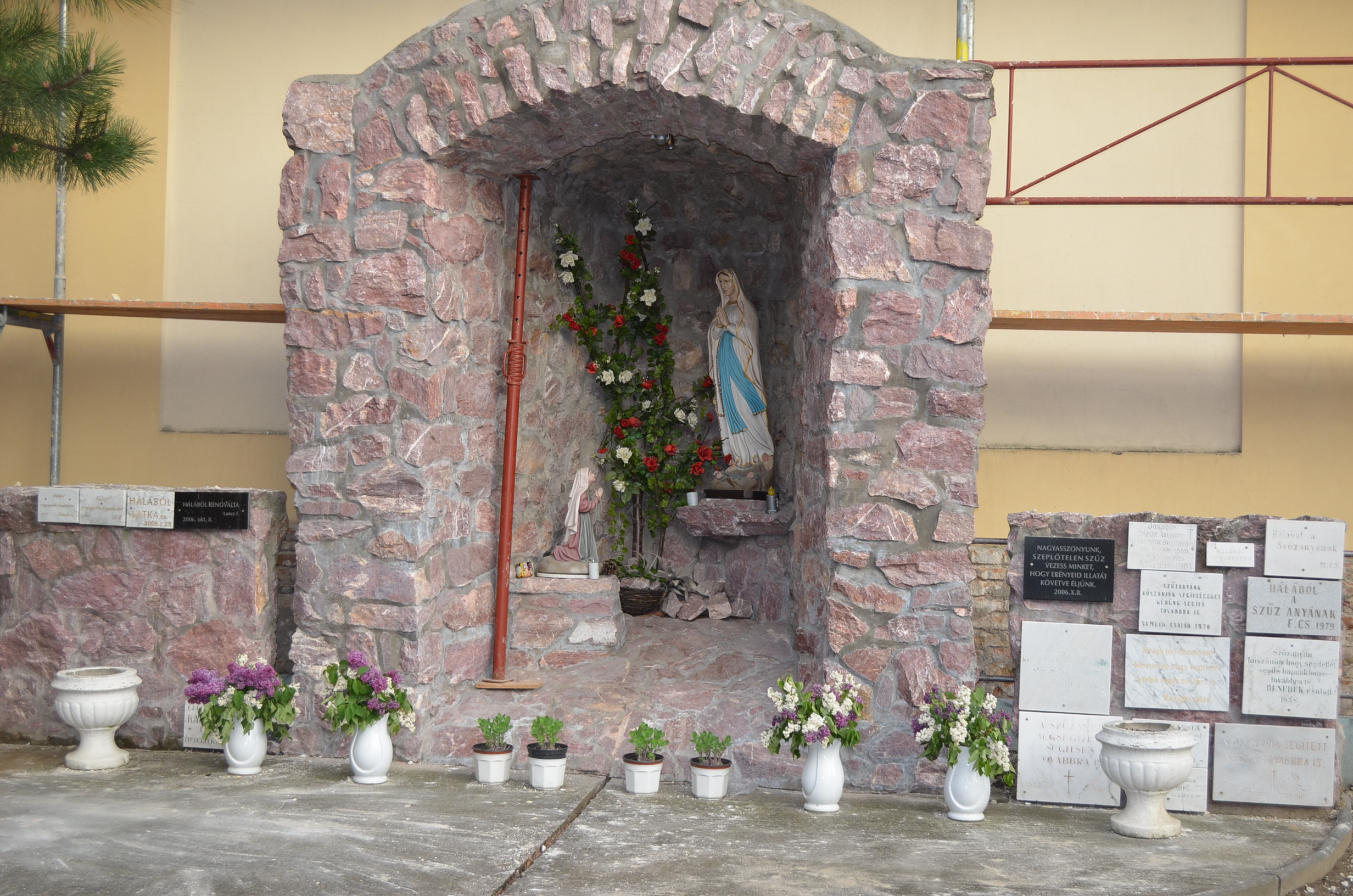
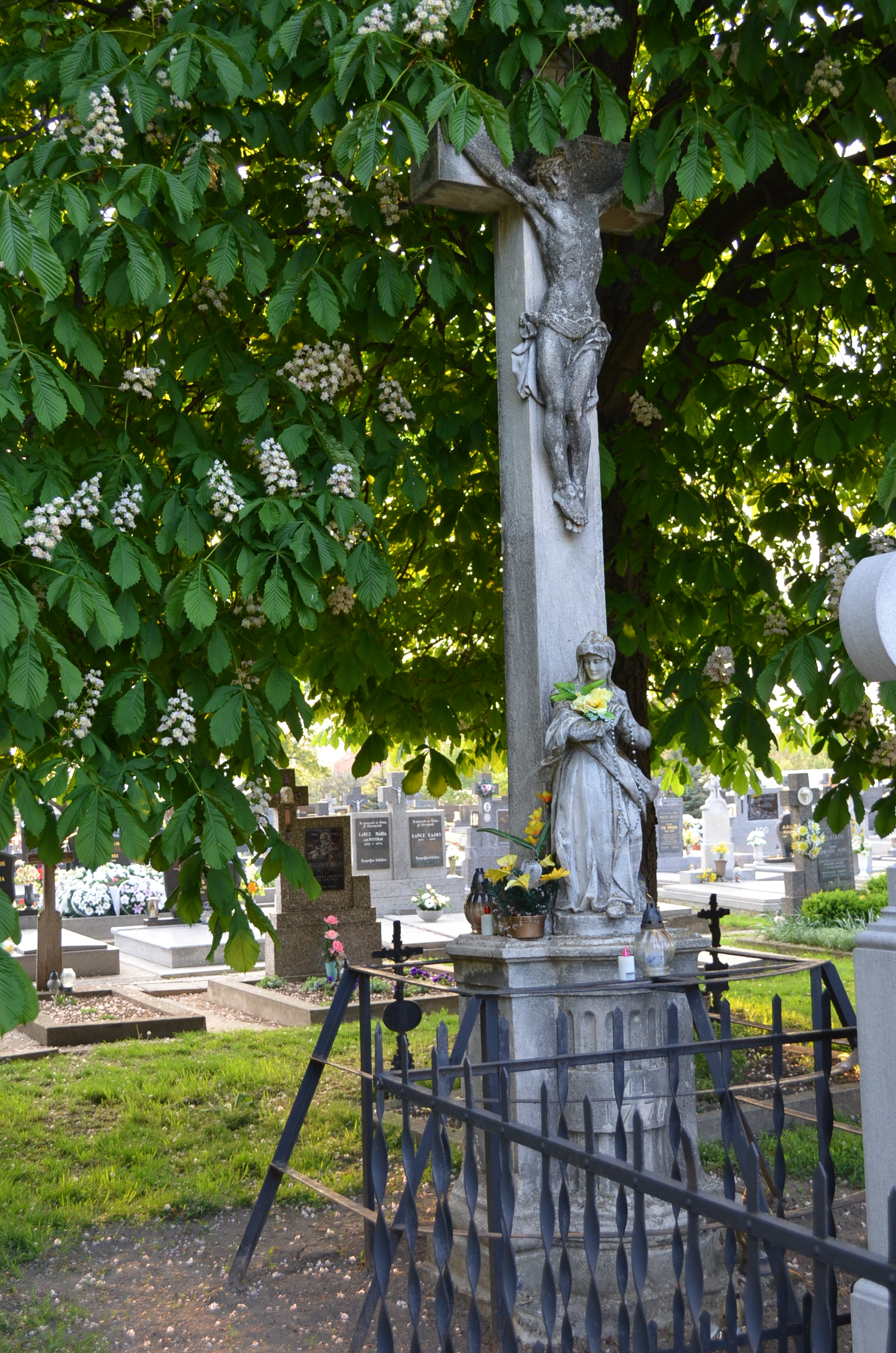
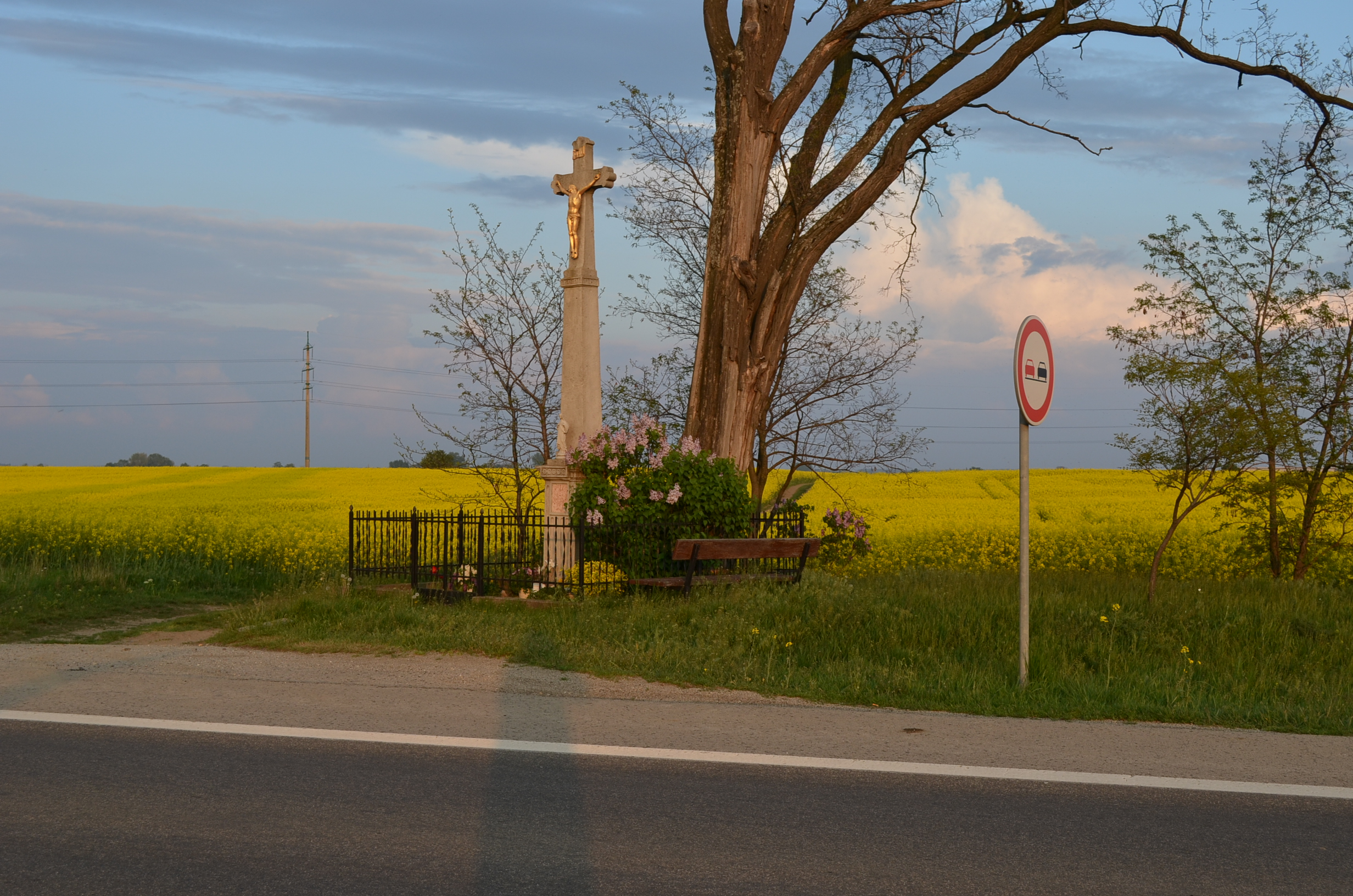

- Az ásatások során a község területén feltárt 10. századi temetőből származó kereszt, az úgynevezett Nagymácsédi kaptorga a 10 szlovák korona értékű érme előlapján található. A kaptorgát azonban nem hivatásos régész fedezte fel, így a leletkörülményei sajnos ismeretlenek.
- Kopjafa a felvidéki magyar oktatás újraindításának 50. évfordulója emlékére. Az általános iskola előtt 1999-ben felavatott emlékoszlop Smidth Róbert alkotása. Az avatóünnepségen Csáky Pál mondott ünnepi beszédet. Az oszlop felirata: „Reményeink fölfelé nőnek, mint az ágak, emlékeink lefelé, mint a gyökerek.”[9]
- Balázs Klára Nagymácséd című helytörténeti kiadványa 1999-ben jelent meg.
- A község lapját Nagymácsédi Közlöny címen jelentetik meg.
- Falumúzeum.